# Ihr schönster Tag
Ihr schönster Tag ist ein deutscher Spielfilm von Paul Verhoeven aus dem Jahr 1962. Er basiert auf Curth Flatows Bühnenstück Das Fenster zum Flur.

## Handlung
Hinter ihrer gestrengen Fassade ist Mutter Anni Wiesner glücklich: Ihre Tochter Helene, die in Amerika einen Millionär geheiratet hat, ist mit ihrem kleinen Sohn auf Besuch nach Deutschland gekommen, sodass Anni zum ersten Mal ihren Enkel sehen kann. Sohn Herbert studiert erfolgreich Medizin und Annis Ehemann Karl macht Karriere bei der Berliner Straßenbahn. Nur Tochter Inge scheint das schwarze Schaf zu sein. Ihre Mutter hatte für sie eine Tänzerkarriere vorgesehen, doch verdient sich Inge ihr Geld als Kellnerin und treibt sich mit dem Musiker Adam herum.
Die Wirklichkeit, die ihr die einzelnen Familienmitglieder verschweigen, sieht jedoch anders aus. Helene hat nie den Millionär geheiratet, sondern wurde von ihm kurz nach der Überfahrt nach Amerika sitzengelassen. Ihr Kind kam unehelich zur Welt; der Kindsvater ist ein verheirateter Mann. Geld hat sie sich mit Gelegenheitsjobs verdient und letztlich die Flucht nach Hause angetreten. Herbert studiert schon lange keine Medizin mehr, sondern hat sich für ein Diplomkaufmanns-Studium entschieden. Karl wiederum fürchtet, seine Arbeit aufgeben zu müssen, da er an den Augen erkrankt ist und eine Operation bevorsteht. Eigentlich sollte er seine Straßenbahn fahren, wenn diese in einem großen Festakt und vor laufenden Fernsehkameras ihre letzte Fahrt aufnimmt, doch fürchtet er, nicht gut genug zu sehen. Anni weiß auch davon nichts. Ihren Mitmenschen gegenüber tritt sie großspurig auf, da vor allem Helene ja besseres gewohnt sei als das Leben in einer kleinen Wohnung. Auch Helenes früheren Freund Erich, der sich inzwischen als Klempner eine eigene Existenz aufgebaut hat, behandelt sie schlecht.
Irgendwann reicht es Inge: Sie öffnet ihrer Mutter die Augen und zeigt ihr, dass Helene inzwischen in der Kosmetikabteilung des KaDeWes arbeitet. Anni sorgt für einen Eklat im Kaufhaus. Zu Hause eröffnet ihr Herbert seinen Studiengangwechsel und Anni verstößt beide Kinder, sodass Karl sich erst gar nicht traut, von seiner Erkrankung zu reden. Als Anni in ihrer Wut mal wieder Inge schlecht behandelt, schwört diese zu gehen und nie wieder nach Hause zu kommen.
Der Abend bringt die Abschiedsfahrt von Karls Straßenbahnlinie. Karl fährt selbst, da er nicht den Mut hatte, von seiner Erkrankung zu sprechen, und verursacht einen leichten Unfall. Er flieht entsetzt nach Hause und Herbert berichtet Anni nun von Karls Erkrankung. Während sich Helene und Erich heimlich treffen, verbringt Inge die Nacht bei dem schüchternen Trompeter Adam – er auf einem Sessel und sie im Bett. Am nächsten Tag macht er ihr einen Heiratsantrag, betrinkt sich jedoch auf dem Weg zu Annis Wohnung. Hier haben sich Inge und Anni ausgesprochen und versöhnt. Auch der betrunkene und laut Trompete spielende Adam lässt Anni nun nicht mehr an der Eignung des jungen Mannes als Schwiegersohn zweifeln. Helene und Erich verkünden ebenfalls, heiraten zu wollen – aus eigenen Stücken und nicht, weil Anni es will oder nicht will. Ein gutes Ende gibt es auch für Karl, der trotz seiner Erkrankung zum Verkehrsmeister befördert wird. Nur für Sohn Herbert hat Anni wieder große Pläne: Wenn, dann soll er „Diplom-Großkaufmann“ werden.

## Produktion
Der Film wurde 1961 in Berlin gedreht. Zu sehen sind unter anderem der Kurfürstendamm und das Schloss Charlottenburg. Die Uraufführung fand am 3. April 1962 im Berliner Zoo Palast statt. Im Fernsehen lief der Film erstmals am 27. März 1967 im ersten Programm.
Die Filmmusik entstand unter Verwendung der Melodie Das Herz von Berlin von Ralph Maria Siegel.

## Kritik
Der film-dienst kritisierte Ihr schönster Tag 1962 für seine „zuckerige Filmparole“: „Was wenigstens mit einem leichten Blinzeln auf die Wirklichkeit begann (und wieviel bedeutet das schon im deutschen Film!), wird mit munteren Klischees am Boden zerstört. […] Verhoeven inszenierte nach wohlfeilem Fernsehdurchschnitt. Inge Meysel zieht ihre bewährte Mutter-Masche ab. Rudolf Platte darf zwecks Weckung schauspielerischer Hochstimmung Abführpillen schlucken. Und das junge Volk mimt fleißig sich selbst. Ein Film verpaßter Chancen.“
Im 1990 erschienenen Lexikon des internationalen Films bezeichnete der film-dienst Ihr schönster Tag als „ein heiteres Volksstück mit besinnlicher Note, leider aber auch mit Zugeständnissen ans Billige.“ In der aktualisierten Auflage aus dem Jahr 2001 kritisierte man, dass im Film „alle Anflüge von Realitätssinn in einer Fülle von Klischees untergehen“.
Der Spiegel befand anlässlich einer Fernsehausstrahlung des Films im Jahr 1988, dass die Filmhandlung darauf angelegt ist, Inge Meysel „ihren sentimentalen Mommismus entfalten [zu lassen]. Sie tut es in diesem deutschen Spielfilm von 1962 (Regie: Paul Verhoeven) unerbittlich“.
Cinema bezeichnete den Film als „betuliche Charade hinter Spießers Fassade“.
Der Evangelische Film-Beobachter zog folgendes Fazit: „Ein «Volksstück», dessen Tiefparterreniveau auf alle verbildend wirken muß, die darin eine lebensechte Milieustudie zu erblicken glauben. Unter 16 Jahren untragbar.“
Prisma bemerkte: „Inge Meysel ist hier einmal mehr in ihrer Paraderolle als Frau mit Herz und Schnauze, die alles zusammen und in Ordnung hält, zu sehen. Achten Sie auf den jungen Götz George in einer kleinen Nebenrolle als Jazz-Trompeter Adam Kowalski!“